# Beinerstadt
Beinerstadt is een gemeente in de Duitse deelstaat Thüringen, en maakt deel uit van de Landkreis Hildburghausen. Samen met vijftien andere gemeenten vormt Beinerstadt de Verwaltungsgemeinschaft Feldstein.
Beinerstadt telt 305 inwoners.
Steden: Bad Colberg-Heldburg · Eisfeld · Hildburghausen · Römhild · Schleusingen · Themar · Ummerstadt

Verwaltungsgemeinschaften: Feldstein · Heldburger Unterland

Overige gemeenten: Ahlstädt · Auengrund · Beinerstadt · Bischofrod · Brünn/Thür. · Dingsleben · Ehrenberg · Eichenberg · Gompertshausen · Grimmelshausen · Grub · Hellingen · Henfstädt · Kloster Veßra · Lengfeld · Marisfeld · Masserberg · Oberstadt · Reurieth · Schlechtsart · Schleusegrund · Schmeheim · Schweickershausen · St. Bernhard · Straufhain · Veilsdorf · Westhausen